# Turkincea, Gabrovo
Turkincea (în bulgară Туркинча) este un sat în comuna Dreanovo, regiunea Gabrovo,  Bulgaria. 

## Demografie
Componența etnică a satului Turkincea
     Bulgari (73,52%)
     Nicio identificare (5,88%)
     Altele (20,58%)
La recensământul din 2011, populația satului Turkincea era de 34 locuitori. Din punct de vedere etnic, majoritatea locuitorilor (73,52%) erau bulgari. Pentru 5,88% din locuitori nu este cunoscută apartenența etnică.